# Garry Shandling
Garry Emmanuel Shandling (n. 29 noiembrie 1949, Chicago, Illinois, SUA – d. 24 martie 2016, Los Angeles, California, SUA) a fost un actor de film, televiziune și voce american.

## Legături externe
- Garry Shandling la Internet Movie Database